# Premier Percussion Limited
Premier Percussion Limited est le nom d'un fabricant de batterie et de percussions anglais. L'entreprise a changé de nom en 2007 pour devenir "Premier Music International Limited".
La marque commerciale affichée sur les produits est simplement "Premier".

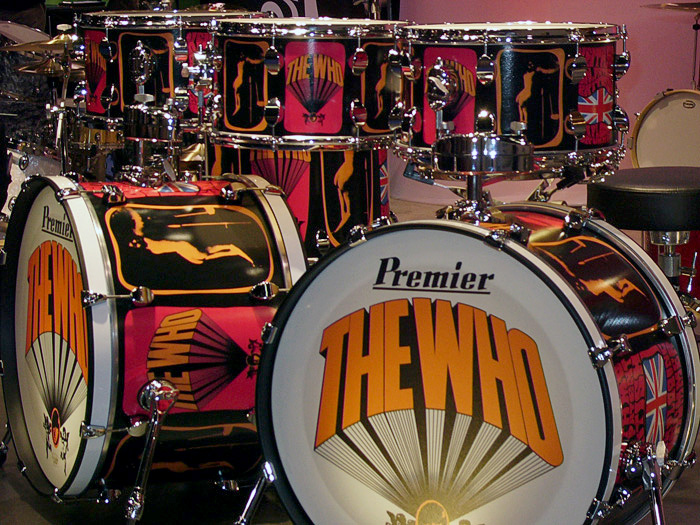
Réplique du kit de Keith Moon de The Who

## Histoire
La société a été créée en 1922 sous le nom "Premier Drum Company" par Albert Della Porta et George Smith dans le centre de Londres, puis a été déplacée à Leicester. Au départ, l'entreprise est un sous-traitant pour des grossistes, puis Premier produit des kits sous son nom propre.
En octobre 1987, Premier a été racheté par Yamaha, puis revendue en février 1995. Pendant cette période, l'usine de Leicester a produit également des modèles pour Yamaha.

## Produits
L'entreprise fabrique et fournit des kits de batterie, des caisses claires, des accessoires de batterie (peaux, pédales, baguettes, balais, tabourets), des instruments pour fanfare et pour orchestre classique (timbales, xylophones).

## Artistes
Parmi les artistes anglo-saxons les plus connus jouant ou ayant joué sur "Premier", on trouve :
- Ringo Starr
- Keith Moon
- Nick Mason
- Mitch Mitchell
- Bill Bruford
- Nicko McBrain
- Phil Collins
- Ginger Fish
- Brian Bennett

Batteurs français :
- André Ceccarelli à ses débuts avec Les Chats Sauvages
- Jean-Pierre Prévotat
- John Henry Bonham